# José Arechavaleta y Balpardo

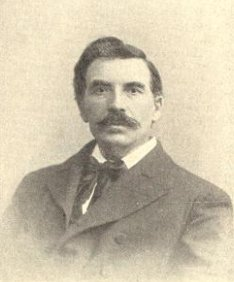
José Arechavaleta, 1898

José Arechavaleta y Balpardo (* 27. September 1838 in Urioste bei Bilbao, Spanien; † 16. Juni 1912 in Montevideo) war ein spanisch-uruguayischer Botaniker. Sein offizielles botanisches Autorenkürzel lautet „Arechav.“; früher war auch die Abkürzung „Arech.“ in Gebrauch.

## Leben und Wirken
Arechavaleta ließ sich 1856 in Montevideo nieder. Ab dem 26. April 1892 war er in Nachfolge Carlos Bergs Generaldirektor des Museo de Historia Natural.

## Ehrung
Die Pflanzengattung Arechavaletaia Speg. ist nach ihm benannt worden.

## Schriften (Auswahl)
- Las Gramíneas Uruguayas. 1894–1897.
- Flora Uruguaya. 1898–1906.